# لؤلؤة دبي
لؤلؤة دبي، هو مشروع ناطحة سحاب سكنية مكون من 73 طابقًا بارتفاع 300 متر (984 قدمًا) يقع على طول طريق الصفوح في دبي، الإمارات العربية المتحدة. أعلن عن المشروع لأول مرة في عام 2002. علق أعمال البناء من عام 2006 إلى عام 2022. وبحسب التقارير، فإن أعمال الهدم بدأت في الموقع ولا زالت مستمرة منذ 23 يناير 2023. كان من المفترض أن يتكون المبنى من أربعة أبراج متعددة الاستخدامات متصلة ببعضها البعض عند القاعدة وبواسطة جسر معلق في الأعلى. تم تنفيذ التصميم الهيكلي من قبل شركة الهندسة e-Construct ومقرها دبي، وكانت تكلفة المشروع 4 مليارات دولار (14.6 مليار درهم). ولو تم الانتهاء من المشروع، لكانت لؤلؤة دبي ستستوعب 9000 ساكن وكان قطاعها التجاري سيوظف 12000 شخص.

## قضايا الاستثمار والنزاعات
تم إطلاق لؤلؤة دبي في البداية من قبل مجموعة أومنيكس في عام 2002. ثم استحوذت مجموعة تيكوم على المشروع في عام 2007 وباعته لمجموعة أبو ظبي الفهيم في وقت لاحق من ذلك العام، ولكن توقف التقدم في المشروع منذ ذلك الحين. في عام 2014، أفادت التقارير أن شركة Chow Tai Fook Endowment Industry Investment Development (CTFE)، ومقرها هونج كونج، اشترت حصة بقيمة 1.9 مليار دولار من المشروع، ووعدت بإعادة تشغيل المشروع في وقت لاحق من ذلك العام، على الرغم من أن ذلك لم يحدث قط.

## مقترحات الهدم وإعادة التطوير
في يوليو 2016، أفاد بعض الشهود على تويتر، بصور لرافعات البناء في موقع المشروع يتم إزالتها، ليظل المجمع مهجورًا.
اقترح رجل الأعمال الكندي مايكل هندرسون مشروع القمر، وهو نسخة طبق الأصل من القمر بطول 900 قدم (270 مترًا) تدفعها شركة مون وورلد ريزورتس إنك، التي شارك في تأسيسها. يقع المشروع فوق مبنى دائري يبلغ ارتفاعه 100 قدم (30 مترًا)، وسيشمل فندقًا به 4000 غرفة ومنطقة تتسع لـ 10000 شخص، وربما كازينو، وسيمنح الناس تجربة تحاكي المشي على القمر. سيتم إضاءته في الليل وقد يختلف مقدار الضوء، كما هو الحال مع مراحل القمر.